# Tatiana Erokhina
Tatiana Vladimirovna Erokhina (en russe : Татьяна Владимировна Ерохина), née le 7 septembre 1984 à Tcheliabinsk, est une joueuse internationale russe de handball évoluant au poste de gardienne de but. En 2016, elle est championne olympique avec la Russie.

## Palmarès

### Club
compétitions internationales
- vainqueur de la Coupe EHF en 2012

compétitions nationales
- championne de Russie en 2005 et 2008 (avec Lada Togliatti)
- vainqueur de la coupe de Russie en 2006 (avec Lada Togliatti)

### Équipe nationale
- Médaillée d'or aux Jeux olympiques de 2016 de Rio de Janeiro ( Brésil)